# Пьетрашевски, Лоран
Лоран Пьетрашевски (фр. Laurent Pietraszewski) — французский политик, бывший государственный секретарь и депутат Национального собрания Франции.

## Биография
Родился 19 ноября 1966 года в парижском пригороде Сен-Дени. Окончил Университет Лилль I, получил диплом DEA в области экономики промышленности и человеческих ресурсов.
С 1990 года работал в компании Auchan, занимал пост руководителя Управления подбора, развития и оценки персонала. Одновременно работал тренером-добровольцем в ассоциации «Force Femmes», целью которой является содействие женщинам старше 45 лет в развитии трудовой и предпринимательской деятельности.
Лоран Пьетрашевски присоединился к движению Вперёд! с момента его образования в 2016 году. В 2017 году он был выдвинут движением Вперёд, Республика! кандидатом на выборах в Национальное собрание по 11-му избирательному округу департамента Нор и одержал победу.
В Национальном собрании Лоран Пьетрашевски являлся членом Комиссии по социальным вопросам, в январе 2018 года стал координатором группы ВР в Национальном собрании. Газета L'Opinion назвала его одним из «тяжеловесов группы ВР в Национальном собрании». С июля 2017 года Лоран Пьетрашевски представляет Национальному собранию несколько поправок в трудовое законодательство. Он также занимался разработкой реформой системы страхования по безработице.
18 декабря 2019 года после отставки Жан-Поля Делевуа Лоран Пьетрашевски возглавил осуществление пенсионной реформы в должности государственного секретаря по делам пенсионеров и охране труда в связи со вспышкой Covid-19 при министре здравоохранения и солидарности во втором правительстве Филиппа. 24 января 2020 года он представляет правительству пенсионную реформу, состоящую из двух законопроектов. Проект первого закона, устанавливающего универсальную пенсионную систему, рассматривался специальной комиссией Национального собрания с 3 по 11 февраля 2020 года, но текст не был принят. Проект второго закона был принят 12 февраля 2020 года специальной комиссией и 5 марта на открытом заседании. В связи с пандемией Covid-19 рассмотрение законопроекта об универсальной пенсионной системе было приостановлено. Затем Лоран Пьетрашевски вместе с министром труда Мюриэль Пенико работает над проблемами гигиены труда. 19 мая 2020 года он официально становится ответственным перед министром труда за защиту здоровья рабочих и служащих ввиду распространения коронавирусной инфекции COVID-19.
6 июля 2020 года после отставки премьер-министра Эдуара Филиппа было сформировано правительство Кастекса, в состав которого Пьетрашевски вошёл 26 июля в числе одиннадцати государственных секретарей, заняв должность государственного секретаря по делам пенсионеров и охраны труда при министре труда, занятости и интеграции .
В июне 2021 года он возглавил список Вперёд, Республика!–Демократическое движение на выборах в Совет региона О-де-Франс. Набрав 9,1 процента голосов, его список не прошел во второй тур. Это поражение было расценено как «ужасающее».
20 мая 2022 года было сформировано новое правительство Элизабет Борн, в котором должность государственного секретаря по делам пенсионеров и охраны труда не была предусмотрена. На выборах в Национальное собрание в июне 2022 году он вновь баллотируется по 11-му избирательному округу департамента Нор, но терпит поражение во втором туре от социалиста Роже Вико.

## Занимаемые выборные и государственные должности
21.06.2017 — 17.01.2020 — депутат Национального собрания Франции от 11-го избирательного округа департамента Нор 

18.12.2019 — 06.07.2020 — государственный секретарь по делам пенсионеров и охране труда в связи со вспышкой Covid-19 в правительстве  Эдуара Филиппа

26.07.2020 — 20.05.2022 — государственный секретарь по делам пенсионеров и охране труда в правительстве Жана Кастекса